# Jarinter Mwasya
Jarinter Mawia Mwasya (* 30. Dezember 1996) ist eine kenianische Mittelstreckenläuferin, die sich auf den 800-Meter-Lauf spezialisiert hat.

## Sportliche Laufbahn
Erste internationale Erfahrungen sammelte Jarinter Mwasya im Jahr 2013, als sie bei den erstmals ausgetragenen Jugendafrikameisterschaften in Warri in 2:09,79 min den vierten Platz im 800-Meter-Lauf belegte. Anschließend wurde sie bei den Jugendweltmeisterschaften in Donezk in der ersten Runde disqualifiziert. Bei den Crosslauf-Weltmeisterschaften 2019 in Aarhus gewann sie in 26:29 min gemeinsam mit Conseslus Kipruto, Elijah Manangoi und Winfred Mbithe die Bronzemedaille in der Mixed-Staffel hinter den Teams aus Äthiopien und Marokko. Im Oktober gelangte sie dann bei den Militärweltspielen in Wuhan mit 2:09,29 min auf Rang fünf über 800 Meter. 2022 siegte sie bei den Afrikameisterschaften in Port Louis in 2:02,80 min. Zudem gewann sie in 3:22,75 min gemeinsam mit Collins Gichana, William Rayian und Veronica Mutua die Bronzemedaille in der Mixed-Staffel hinter den Teams aus Botswana und Nigeria. Anschließend schied sie bei den Weltmeisterschaften in Eugene mit 2:02,35 min in der ersten Runde aus und startete dann bei den Commonwealth Games in Birmingham. Dort verpasste sie mit 2:00,95 min den Finaleinzug und belegte mit der 4-mal-400-Meter-Staffel in 3:32,28 min den fünften Platz.
2022 wurde Mwasya kenianische Meisterin im 800-Meter-Lauf.

## Persönliche Bestzeiten
- 800 Meter: 1:59,84 min, 26. Mai 2022 in Toulouse
- 1500 Meter: 4:09,29 min, 5. Juni 2019 in Lahti